# Ветлин Перший
Ветлин Перший (пол. Wietlin Pierwszy) — село у Польщі, у гміні Ляшки Ярославського повіту Підкарпатського воєводства. Знаходиться на відстані 12 км на схід від Ярослава. Населення — 157 осіб (2011).
У 1975—1998 роках село належало до Перемишльського воєводства.

## Демографія
Демографічна структура станом на 31 березня 2011 року:
|          | Загалом | Допрацездатний вік | Працездатний вік | Постпрацездатний вік |
| -------- | ------- | ------------------ | ---------------- | -------------------- |
| Чоловіки | 86      | 21                 | 58               | 7                    |
| Жінки    | 71      | 17                 | 42               | 12                   |
| Разом    | 157     | 38                 | 100              | 19                   |